# Greek New Testament
Es gab verschiedene griechische Bibelausgaben unter dem Titel Greek New Testament. Eine ältere Bibelausgabe unter diesem Namen wurde von 1857 bis 1879 von Samuel Prideaux Tregelles herausgegeben.
Das heutige Greek New Testament ist eine griechische Textausgabe des Neuen Testaments. Es wurde herausgegeben von der American Bible Society, der National Bible Society of Scotland und der Württembergischen Bibelgesellschaft, später schlossen sich an die Niederländische Bibelgesellschaft und die British and Foreign Bible Society. Die erste Auflage erschien 1965 unter den Herausgebern Kurt Aland, Matthew Black, Bruce M. Metzger und Allen Wikgren. An der ersten Ausgabe war auch schon das Institut für neutestamentliche Textforschung in Münster beteiligt. Es handelt sich um die weltweit meistverkaufte griechische Textausgabe, die heute unter dem Dach der United Bible Societies verbreitet wird.

## Merkmale dieser Bibelausgabe
Diese Ausgabe ist weniger gedacht für Wissenschaftler und den Wissenschaftsbetrieb an Hochschulen als vielmehr für Bibelübersetzer. Der Apparat der Lesarten beschränkt sich hauptsächlich auf solche, die für die Übersetzung wichtig sind. Die angegebenen Lesarten bekommen eine Klassifizierung nach dem Grad der Sicherheit nach Ansicht der Herausgeber. Varianten werden voll zitiert und nicht abgekürzt. Ein zweiter Apparat behandelt die Punktierung und die Abgrenzung von Texteinheiten. Es gibt dazu noch einen Kommentarband, der die textkritischen Entscheidungen der Herausgeber erläutert. Die Sicherheit der Varianten ist mit Buchstaben klassifiziert: A bedeutet der Text ist sicher; B der Text ist fast sicher; C das Komitee hatte Schwierigkeiten zu entscheiden, welche Variante zu bevorzugen ist; D das Komitee hatte große Schwierigkeiten, eine Entscheidung zu treffen.

## Die Auflagen

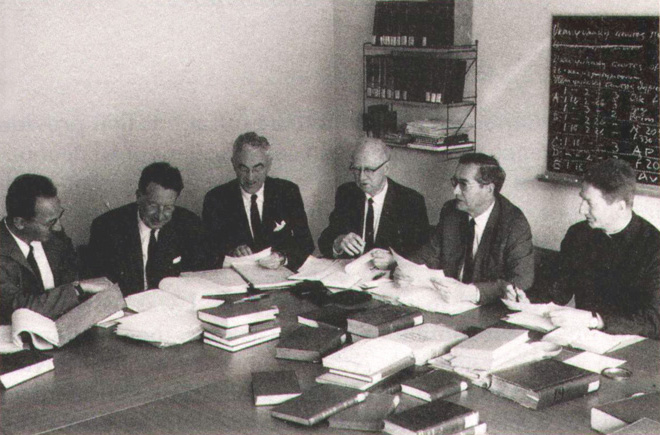
Das GNT-Komitee, von rechts nach links: Carlo Maria Martini, Kurt Aland, Allen Wikgren, Bruce Metzger und Matthew Black (mit Klaus Junack, Alands Assistent), etwa 1960er Jahre

Die Textbasis der ersten Auflage von 1965 ist die Ausgabe von Westcott und Hort, dazu werden verglichen die Texte und Apparate der Ausgaben von Nestle, Bover, Merk, Vogels, Konstantin von Tischendorf und Hermann von Soden. Auch die bis dahin gefundenen Papyri und neu veröffentlichten Textzeugen sowie die aktuellen Veröffentlichung der Fachleute wurden berücksichtigt. Varianten in der Orthografie wurden ignoriert und die Schreibweisen nach dem Handwörterbuch von Walter Bauer in der fünften Auflage verwendet. Die zweite Auflage 1968 hat nur wenige Änderungen zur ersten Auflage. Einige Varianten wurden in ihrem Grad der Sicherheit anders eingeordnet.
Die dritte Auflage 1975 erfolgte mit einer sorgfältigen Revision des Textes. Eingereichte Vorschläge von Fachleuten wurden besprochen und die gesammelten Erfahrungen der Herausgeber mit dem Text eingebracht. Ein Großteil der neuen Vorschläge kam von Kurt Aland, der die geplanten Änderungen der 26. Auflage des Nestle-Aland in die Diskussion brachte. Gegenüber der ersten Auflage mit dem Text von Westcott und Hort wurde der Text an ca. 500 Stellen geändert, entsprechend der Apparat. Der Index der Zitate wurde neu aufgebaut, der Interpunktierungsapparat überarbeitet. Ein späterer Druck der 3. Auflage 1982 eliminierte einige Differenzen zum NA 26, die Interpunktion wurde geändert.
Mit der vierten Auflage wurden alle Daten neu kollationiert anhand von fotomechanischen Wiedergaben der Manuskripte. Der Text blieb gleich zur dritten Auflage und ist identisch mit dem des Nestle-Aland der 26. und 27. Auflage. Der Apparat wurde geändert, weniger bedeutsame Varianten entfernt. Der Apparat wurde überarbeitet zum Thema Textabgrenzungen und Einteilung in Abschnitte und Absätze.
Die fünfte Auflage erschien im April 2014 und ist mit dem Text der Editio Critica Maior und dem Text des Nestle-Aland 28. Auflage identisch und beinhaltet ca. 30 Änderungen im Text gegenüber der 3./4. Auflage in den katholischen Briefen.

### Textausgaben
- The Greek New Testament, Fourth revised Edition, Herausgegeben von Barbara Aland, Kurt Aland, Johannes Karavidopoulos, Carlo Maria Martini, Bruce M. Metzger in Zusammenarbeit mit dem Institut für Neutestamentliche Textforschung in Münster/Westfalen. Deutsche Bibelgesellschaft und United Bible Societies, Stuttgart 1993. Zahlreiche Nachdrucke.
- Tyndale House (Hrsg.): The Greek New Testament. Cambridge University Press, Cambridge 2017, ISBN 978-1-108-44013-4.